# Acetylering
Acetylering (eller enligt IUPAC-nomenklatur etanoylering) beskriver en reaktion där en acetylgrupp introduceras i en organisk förening. Sådana föreningar kallas acetatestrar eller acetater. Deacetylering beskriver när en acetylgrupp tas bort från en kemisk förening.

Salicylsyra acetyleras till aspirin.

## Organisk syntes
Acetatestrar och acetamider framställs i allmänhet genom acetylering. Acetyleringar används ofta för att göra C-acetylbindningar i Friedel-Crafts reaktioner. Carbanioner och deras motsvarigheter är mottagliga för acetyleringar.

### Acetyleringsreagens
Många acetyleringar uppnås med hjälp av någon av följande tre reagenser:
- Ättiksyraanhydrid. Detta reagens är vanligt i laboratoriet där dess användning kogenererar ättiksyra.[3]
- Acetylklorid. Detta reagens är också vanligt i laboratoriet, men dess användning kogenererar väteklorid, vilket kan vara oönskat.[4]
- Keten. Vid ett tillfälle framställdes ättiksyraanhydrid genom reaktion av keten med ättiksyra:[6]

{\displaystyle {\rm {H_{2}C\!=\!C\!=\!O+CH_{3}COOH\rightarrow (CH_{3}CO)_{2}O\qquad \Delta {\it {H={\rm {-63\ kJ/mol}}}}}}}
Detta reagens är vanligt i laboratorier där dess användning kogenererar ättiksyra. Acetyleringar kan också uppnås med hjälp av mindre elektrofila reagenser, såsom estrar av tioättiksyra.

### Acetylering av cellulosa
Cellulosa är en polyol och därmed mottaglig för acetylering, vilket uppnås med användning av ättiksyraanhydrid. Acetylering stör vätebindningen, som annars dominerar cellulosans egenskaper. Följaktligen är cellulosaestrar lösliga i organiska lösningsmedel och kan ingjutas i fibrer och filmer.

## Acetylering/deacetylering inom biologi
Acetylering är en typ av post-translationell modifiering av proteiner. Acetyleringen av ε-aminogruppen av lysin, som är vanlig, omvandlar en laddad sidokedja till en neutral.
Acetylering/deacetylering av histoner spelar också en roll hos genuttryck och cancer. Dessa modifieringar utförs av enzymer som kallas histonacetyltransferaser (HATs) och histondeacetylaser (HDAC).